# Olympische Sommerspiele 1968/Teilnehmer (Pakistan)
| Gelbes Symbol für Goldmedaillen mit stilisierten Olympischen Ringen | Graues Symbol für Silbermedaillen mit stilisierten Olympischen Ringen | Braundes Symbol für Bronzemedaillen mit stilisierten Olympischen Ringen |
| ------------------------------------------------------------------- | --------------------------------------------------------------------- | ----------------------------------------------------------------------- |
| 1                                                                   | —                                                                     | —                                                                       |

Pakistan nahm an den Olympischen Spielen 1968 in Mexiko-Stadt teil. Es war die 6. Teilnahme Pakistans an Olympischen Sommerspielen. Pakistan schickte 15 Athleten nach Mexiko-Stadt.

## Teilnehmer nach Sportarten

### Hockey
Platzierung: 1. Platz 
Kader:
- Zakir Hussain
- Tanvir Dar
- Tariq Aziz
- Saeed Anwar
- Riaz Ahmed
- Gulraiz Akhtar
- Khalid Mahmood
- Ashfaq Ahmed
- Tariq Niazi
- Muhammad Asad Malik
- Jahangir Butt
- Riaz ud-Din
- Abdul Rashid

### Ringen
- Muhammad Sardar, ausgeschieden in der 3. Runde
- Muhammad Taj, ausgeschieden in der 3. Runde